# King and Queen Court House
King and Queen Court House è un census-designated place (CDP) degli Stati Uniti d'America, situato nello stato della Virginia, nella contea di King and Queen, della quale è il capoluogo.